# Cleidogona treacyae
Cleidogona treacyae är en mångfotingart som beskrevs av Shear 1982. Cleidogona treacyae ingår i släktet Cleidogona och familjen Cleidogonidae. Inga underarter finns listade i Catalogue of Life.